# العروض التقديمية من جوجل
جوجل سلايدز (بالإنجليزية: Google Slides)‏ أو العروض التقديمية من جوجل عبارة عن برنامج عرض تقديمي مضمن كجزء من مجموعة أدوات تحرير مستندات جوجل المجانية القائمة على الويب.

## نبذة
عبارة عن برنامج عرض تقديمي مضمن كجزء من مجموعة أدوات تحرير مستندات جوجل المجانية المستندة إلى الويب والتي تقدمها جوجل، تشمل الخدمة أيضًا مجموعة أدوات تحرير جوجل، متوفر كتطبيق ويب ، وتطبيق جوال وكتطبيق سطح مكتب على نظام التشغيل كورم أو إس.

## تاريخ
في سبتمبر 2007، أصدرت جوجل برنامج جوجل سلايدز.
في مارس 2010 ، استحوذت Google على DocVerse، وهي شركة تعاون عبر الإنترنت للمستندات سمحت بالتعاون عبر الإنترنت بين العديد من المستخدمين على مايكروسوفت باوربوينت وتنسيقات المستندات الأخرى المتوافقة مع مايكروسوفت أوفيس مثل مايكروسوفت وورد ومايكروسوفت إكسل.
في يونيو 2012، استحوذت Google على كويك أوفيس، وهي مجموعة إنتاجية مجانية مملوكة للأجهزة المحمولة.

## وصلات خارجية
- الموقع الرسمي

لم يتم العثور على روابط لمواقع التواصل الاجتماعي.